# Коце-Басе
Коце-Басе (пол. Koce-Basie) — село в Польщі, у гміні Цехановець Високомазовецького повіту Підляського воєводства.
Населення — 186 осіб (2011).
У 1975-1998 роках село належало до Ломжинського воєводства.

## Демографія
Демографічна структура станом на 31 березня 2011 року:
|          | Загалом | Допрацездатний вік | Працездатний вік | Постпрацездатний вік |
| -------- | ------- | ------------------ | ---------------- | -------------------- |
| Чоловіки | 93      | 33                 | 49               | 11                   |
| Жінки    | 93      | 24                 | 47               | 22                   |
| Разом    | 186     | 57                 | 96               | 33                   |